# Appendix Vergiliana
L'Appendix Vergiliana és un recull de 33 cants o obres de diverses composicions mètriques atribuïdes a Virgili, probablement redactades entre el 44 i el 38 aC, entre Roma i Nàpols.

## Les fonts antigues
Les fonts biogràfiques principals es redueixen a un text pertanyent a una col·lecció de biografies atribuïda a Suetoni (segle II), avui conservada en fragments. Un extracte s'hauria transmès fins al present a les vides que s'atribueixen als gramàtics Donat i Servi (segle iv). Segons indiquen expressament la vida atribuïda a Donat, aquests poemes serien de l'autoria de Virgili: Catalepton, Priapea, Epigrammata, Diras, Ciris, Culex, als que el text de Servi hi afegeix Aetna i Copa.
Als títols indicats, s'hi ha de sumar:
- Un dístic transmès per Suetoni, que hauria estat redactat pel poeta a la seva joventut:

| « | monte sub hoc lapidum tegitur Ballista sepultus; nocte die tutum carpe viator iter. | :"Ballista està cobert i sepultat per aquest munt de pedres; caminant: ara sense por hi passa, de dia i de nit." | » |

- L'epitafi del poeta:

| « | Mantua me genuit, Calabri rapuere, tenet nunc Parthenope, cecini pascua, rura, duces. | :"Vaig ser engendrat per Màntua, robat pels càlabres, ara guardat per Partènop; vaig cantar de prats, camps i cabdills." | » |